# Verkehrsfehlergrenze
Die Verkehrsfehlergrenze ist der maximal zulässige Fehler von eichpflichtigen Messgeräten während des Einsatzes innerhalb der Eichgültigkeitsdauer.
Die Verkehrsfehlergrenze beträgt nach gesetzlicher Regelung das Doppelte der Eichfehlergrenze, soweit nicht anders festgelegt. Dies ist z. B. für Deutschland in der Eichordnung (EO) 1988 §33 definiert. Die Werte der Fehlergrenzen sind je nach Messgeräteart verschieden. Bei Kaltwasserzählern z. B. beträgt die Verkehrsfehlergrenze ±10 % im unteren und ±4 % im oberen Belastungsbereich.